# Kinderhook (hrabstwo Columbia)
Kinderhook – wieś w Stanach Zjednoczonych, w stanie Nowy Jork, w hrabstwie Columbia.